# Волошинівська сільська рада (Старосамбірський район)
Волошинівська сільська рада — орган місцевого самоврядування у Старосамбірському районі Львівської області. Адміністративний центр — село Волошиново.

## Загальні відомості
Волошинівська сільська рада утворена в 1939 році. Водоймища на території, підпорядкованій даній раді: річка Яблонька.

## Населені пункти
Сільській раді підпорядковані населені пункти:
- с. Волошиново
- с. Росохи

## Склад ради
Рада складається з 16 депутатів та голови.

### Керівний склад попередніх скликань
| ПІБ                          | Основні відомості                                                                | Дата обрання | Дата звільнення |
| ---------------------------- | -------------------------------------------------------------------------------- | ------------ | --------------- |
| Плахтиняк Михайло Михайлович | Сільський голова, 1969 року народження, освіта вища, член Народного Руху України | 26.03.2006   | 31.10.2010      |
| Плахтиняк Михайло Васильович | Сільський голова, 1969 року народження, освіта вища, член Народного Руху України | 31.10.2010   |                 |

Примітка: таблиця складена за даними джерела